# Santa María (F-81)
Фрегат «Санта-Марія»  (ісп. Santa María (F-81)) є одним з шести фрегатів іспанського флоту однойменного типу. Є головним кораблем серії.  Вона отримала свою назву на честь однойменного корабля, на якому  Христофор Колумб прибув до Америки. 

## Проектування та будівництво
Клас Санта Марія є частиною класу «Олівер Газард Перрі» , який був, мабуть, найбільшим класом, побудованим після Другої світової війни .  Він повинен був замінити кораблі класу Нокс (в Іспанії, клас Балеар ). 
Почато будівництво 22 травня 1982 року. Спущений на воду 11 листопада 1984 року. Санта-Марія було введено в експлуатацію 12 жовтня 1986 року. Базовий порт - військово-морська база Рота.

## Історія

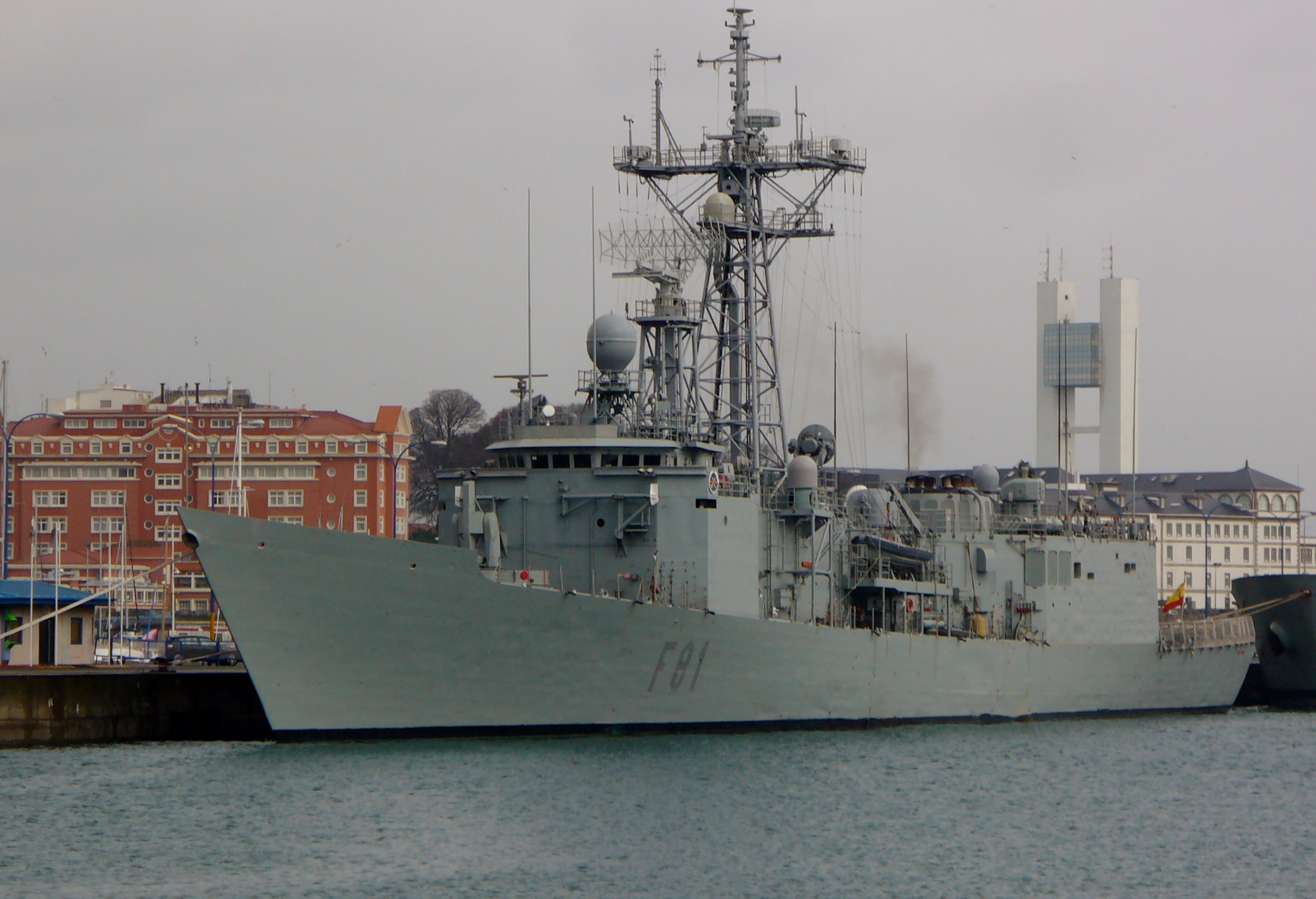
Фрегат Санта Марія (F 81), голова класу Санта-Марія.

Після його поставки до ВМФ, спочатку був призначений здійснювати контроль за водами Гібралтарської протоки.   У 1990 році вона була відправлена до Перської затоки після вторгнення Іраком до Кувейту, в місію спостереження і блокади, що виконує мандат ООН.
З 29 квітня по 7 листопада 2016 року він працював в Індійському океані і в Аденській затоці в операції «Аталанта» для боротьби з піратством, де ВМФ вперше розгорнули безпілотні літальні апарати 11-ї ескадрильї. 
Наприкінці березня 2019 увійшов у Чорне море з метою підтримки України. 

### Аналогічні кораблі
- Фрегати типу «Олівер Газард Перрі»
- Клас Аделаїда
- Клас Ченг Кунг

## Зовнішні посилання
- Wikimedia Commons має мультимедійну категорію про Санта Марія .
- Офіційна сторінка іспанського флоту.
- Неофіційна сторінка фрегата Санта Марія F 81 [Архівовано 30 березня 2019 у Wayback Machine.]